# Isodontia pilipes
Isodontia pilipes är en biart som beskrevs av Hensen 1991. Isodontia pilipes ingår i släktet Isodontia och familjen grävsteklar. Inga underarter finns listade i Catalogue of Life.